# Mirrorcle World
《Mirrorcle World》（幻鏡）是日本歌手濱崎步第43張單曲，2008年4月8日於日本發售。
该张单曲发行首周即获得日本公信榜销量冠军，亦使滨崎步成为日本乐坛历史上首位连续10年单曲销量夺冠的女歌手，该单曲亦成为滨崎步第30张冠军单曲，使其同时缔造并保有日本公信榜女艺人“单曲连续夺冠年数”与“单曲冠军数”两项第一的惊人纪录。

## 說明
- 本作為首張出道10周年紀念單曲，和10年前的出道單曲《poker face》同日發行。
- 本張專輯共分成四個型態販售，封面、曲目各自不同，下以A、B、C、D四種代號分別對應這四種型態。
  - 型態A、C為「CD+DVD」型態，型態B、D則為「CO ONLY」型態。其中型態A、C的「CD+DVD」則有「初回限定特殊包裝式樣」版本。
  - 型態A、B收錄《YOU》重新灌錄版本，型態C、D則收錄《Depend on you》重新灌錄版本。
- 本作乃由約3個月前發售的第九張原創專輯《GUILTY》當中的《Mirror》改編而成。
- 本作發售後，在ORICON單曲榜首週奪冠，乃自2002年發售《Free & Easy》以來連續第18張冠軍（數位單曲《Together When...》除外），通算則達到第30作冠軍。
- 本作另創下唯一一名女歌手連續十年擁有冠軍單曲[3]。
- 由於發片當週受到羞恥心出道單曲的影響，本作繼《Bold & Delicious/Pride》後，未能全週登上單日榜冠軍。
- 本作為第59回NHK紅白歌合戰演唱歌曲。
- 《Mirrorcle World》收錄於同年發售的單曲精選專輯《A COMPLETE ~ALL SINGLES~》，《Life》則是時隔約13年後收錄於抒情精選輯《A BALLADS 2》。
- 樂聲牌於2月22日推出濱崎步所代言的FX35數碼相機廣告，背景同樣採用《Mirrorcle World》作廣告主題曲。濱崎步為了拍攝此廣告，亦遠赴義大利威尼斯。
- 此單曲發售後一週便超越前作實體單曲《talkin' 2 myself》的累積銷量，突破14萬張，達成2008年女藝人單曲最高初動記錄。這亦是她自《BLUE BIRD》以來最高單曲初動記錄。
- 本作B面曲《Life》在2011年3月25日首次在朝日電視台音樂節目《MUSIC STATION》上披露。

## 收錄歌曲
全曲作詞：濱崎步

### A版本

#### CD
1. Mirrorcle World (Original Mix)
作曲、編曲：中野雄太                     5:17
Panasonic數位相機「LUMIX FX35」電視廣告歌曲 (由本人演出)
第一興商廣告歌曲
2. Life (Original Mix)
作曲：湯汲哲也／編曲：中野雄太            3:49
music.jp電視廣告歌曲
3. YOU (10th Anniversary version)
作曲：星野靖彥／編曲：HΛL               4:43
10周年紀念特別版 (重新錄製)
4. Mirrorcle World (Original Mix -Instrumental-) 5'17
5. Life (Original Mix -Instrumental-)           3'49
6. YOU (10th Anniversary version -Instrumental-) 4'43

#### DVD
1. Mirrorcle World (Music Video)
2. Mirrorcle World (Making Clip)

### B版本

#### CD
1. Mirrorcle World (Original Mix)
2. Life (Original Mix)
3. YOU (10th Anniversary version)
4. Mirrorcle World (Original Mix -Instrumental-)
5. Life (Original Mix -Instrumental-)
6. YOU (10th Anniversary version -Instrumental-)

### C版本

#### CD
1. Mirrorcle World (Original Mix)
2. Life (Original Mix)
3. Depend on you (10th Anniversary version)
作曲：菊池一仁／編曲：CMJK        4:38
10周年紀念特別版 (重新錄製)
4. Mirrorcle World (Original Mix -Instrumental-)
5. Life (Original Mix -Instrumental-)
6. Depend on you (10th Anniversary version -Instrumental-)

#### DVD
1. Mirrorcle World (Music Video)
2. Mirrorcle World (Making Clip)

### D版本

#### CD
1. Mirrorcle World (Original Mix)
2. Life (Original Mix)
3. Depend on you (10th Anniversary version)
4. Mirrorcle World (Original Mix -Instrumental-)
5. Life (Original Mix -Instrumental-)
6. Depend on you (10th Anniversary version -Instrumental-)